# Marco Iannone
Marco Iannone (Roma, 13 ottobre 1984) è un attore italiano.

## Biografia
Dopo aver conseguito la maturità scientifica, al liceo privato Cristo Re, si iscrive al Corso di laurea in Scienza, Moda e Costumi della Facoltà di Lettere e Filosofia presso l'Università La Sapienza di Roma. Professionalmente si forma frequentando, per tre anni, un corso di recitazione presso l'Istituto "Cristo Re" e la scuola di recitazione diretta da Riccardo De Torrebruna.
Debutta sul grande schermo con il film Merry Christmas (2001), regia di Neri Parenti, con Christian De Sica e Massimo Boldi, nel ruolo del figlio di De Sica e nel 2002 nel film Come se fosse amore. Sempre per il cinema, nel 2008 è co-protagonista del film Ultimi della classe, regia di Luca Biglione.
Diventa noto al pubblico prima per il lavoro in campo pubblicitario, in particolare per il ruolo di testimonial, svolto dal 2001 al 2003, per Parmalat Frescoblu, per cui riceve il premio "Key Award", ed in seguito per la partecipazione alla serie tv di Canale 5, Carabinieri, in cui è protagonista dal 2005 al 2007, nel ruolo di Gabriele Vici.
Nel 2019 è il presidente di giuria del Concorso Nazionale Miss Spettacolo di Stefano Madonna.
Nel 2022 è nel cast insieme a Eros Pagni e Serena Grandi di Al di là del mare di Carlo Alberto Biazzi e tra gli interpreti della serie tv Noi.

## Filmografia

### Cinema
- Merry Christmas, regia di Neri Parenti (2001)
- Come se fosse amore, regia di Roberto Burchielli (2002)
- Ultimi della classe, regia di Luca Biglione (2008)
- Il ritorno di Ulisse, regia di Pietro Loprieno (2010)
- Diario di un maniaco per bene, regia di Michele Picchi (2013)
- The Young Messiah, regia di Cyrus Nowrasteh (2016)
- Stato di ebbrezza, regia di Luca Biglione (2018)

### Televisione
- Distretto di Polizia 3, regia di Monica Vullo – serie TV, episodio 16 (2002)
- Carabinieri 4, regia di Raffaele Mertes - serie TV (2005)
- Carabinieri 5-6, regia di Sergio Martino - serie TV (2006-2007)
- Ma chi l'avrebbe mai detto, regia di Giuliana Gamba - film TV (2007)
- Miss Spettacolo, regia di Stefano Madonna
- Un amore da copertina, regia di Eric Bross - film TV (2019)
- Noi, regia di Luca Ribuoli - episodio 1x05, 1x10 e 1x12 (2022)

### Cortometraggi
- L'albero, regia di Stefano Mattei (2007)
- Rosso vivo, regia di Annamaria Liguori (2011)
- Il nostro ultimo brindisi, regia di Giacomo Gabrielli (2011)
- Al di là del mare, regia di Carlo Alberto Biazzi (2022)